# کوین ازییس
کوین اَزَییس (فرانسوی: Kévin Azaïs‎؛ زادهٔ ۱۹۹۲) بازیگر اهل فرانسه است. وی از سال ۲۰۰۸ میلادی تاکنون مشغول فعالیت بوده‌است.
از فیلم‌ها یا برنامه‌های تلویزیونی که وی در آن نقش داشته‌است می‌توان به جوانان اشاره کرد.
وی همچنین برندهٔ جوایزی همچون جوایز سزار و جایزه لومیر شده‌است.